# Poni Adams
Betty Jane Bierce, conocida como Jane "Poni" Adams (San Antonio (Texas), 7 de agosto de 1918-Palm Desert (California), 21 de mayo de 2014), fue una actriz de radio, cine y televisión estadounidense de la década de los 40 y 50.

## Biografía

### Primeros años
Hija de Mason Bierce, Adams ació en San Antonio (Texas) pero su familia se trasladó a California cuando tenía dos años. Durante sus años de instituto, estudió violín y arte dramático, y fue seleccionada para un concierto con la orquesta de todos los institutos en Los Ángeles. Recibió una beca completa para Juilliard, que rechazó para pasar a estudiar en Pasadena Playhouse.

### Carrera como actriz
Después de Playhouse, empezó a trabajar en el Lux Radio Theatre y luego con la agencia de modelos Harry Conover, en donde se le puso el apodo de "Poni". Esto supuestamente se debió a su amor por los caballos, pero en realidad fue para darle un nombre artístico más memorable. (En el libro Westerns Women: Interviews with 50 Leading Ladies of Movie and Television Westerns from the 1930s to the 1960s, Adams dijo: "Me dieron ese nombre en la Agencia de Modelos Harry Conover. ¿Por qué? ¡No lo sé!) Volvió a utilizar su nombre real en 1945.
El personal militar jugó un papel en su cambio de nombre de Poni Adams a Jane Adams. Una fotografía impresa en los periódicos en 1946 tenía la leyenda: "GI JANE - Jane Adams - antes Poni Adams - tiene algunas de las 32.851 cartas que su agente de prensa dijo que provenían de soldados militares después de que ella pidiera ayuda para elegir un nuevo nombre".
La primera aparición de Adams en la pantalla fue en So You Want to Give Up Smoking, un cortometraje de 1942. Su papel más conocido fue el de Nina en House of Dracula (1945), pero también tuvo el honor de actuar en las primeras adaptaciones de las dos principales franquicias de DC Comics: Batman, donde interpretó a Vicki Vale en la segunda serie de Batman, "Batman y Robin", y también un personaje de la primera serie de televisión de Superman.

## Vida personal
El 27 de julio de 1940, Adams se casó con J.C.H. Smith, un piloto de combate estadounidense en Norfolk, Virginia. Murió en la Segunda Guerra Mundial el 15 de septiembre de 1943 en Hawái.
El 14 de julio de 1945, en Hollywood, California, se casó con Thomas K. Turnage, un general condecorado. Turnage sirvió en la Guerra de Corea y posteriormente trabajó en la administración Ronald Reagan. Adams y Turnage tuvieron dos niños.
El 21 de mayo de 2014, Adams murió en Bellingham (Washington) a la edad de 95 años. Fue enterrada (como Betty J. Turnage) al lado de su esposo en Arlington National Cemetery.